# 玄秀盛
玄 秀盛（げん ひでもり、1956年5月24日 - ）は、社会活動家。公益社団法人日本駆け込み寺理事、株式会社オフィスGEN代表、一般社団法人再チャレンジ支援機構理事を務める。2011年7月まではNPO法人「日本ソーシャル・マイノリティ協会」（JSMA）新宿救護センター所長だった。

## 略歴
1956年、大阪府大阪市西成区の在日韓国・朝鮮人の家庭に生まれる。
中学卒業後、自動車修理工を皮切りに寿司屋、トラック運転手、靴屋、葬儀屋、キャバレー店の店長など28業種を経験した。さらに建設、不動産、調査業など10社あまりの会社を起こす。サラ金も経営したため、ヤクザとの抗争も絶えなかった。
1990年に天台宗の僧侶、大阿闍梨酒井雄哉のもとで得度。2000年に白血病を起こす可能性のあるウイルスであるHTLV-Iに感染していることが判明する。2002年5月にはNPO法人「日本ソーシャル・マイノリティ協会」（JSMA）新宿救護センターを開設した。2011年7月、日本財団の支援を受けながら、日本駆け込み寺を設立。
2012年、日本国籍を取得。その人生は、渡辺謙の企画・主演によるテレビドラマ『愛・命〜新宿歌舞伎町駆け込み寺～』（2011年）にもなった。

## 日本駆け込み寺の主な相談内容
1. DV（ドメスティックバイオレンス）加害者・被害者からの相談
2. 金銭トラブル
3. 家出
4. 刑務所出所者・出院者からの相談（家族含む）
5. 家庭内暴力
6. ストーカー

このほか、虐待、不登校など。2015年4月には再チャレンジ支援機構とともに、民間業者と一緒に出所者が働く居酒屋「新宿駆け込み餃子」の経営を開始した。

## 再チャレンジ支援機構の主な支援内容
1. 出所者の就労体験実施中（2014年11月現在）
2. 出所者居酒屋（2014年11月現在）
3. ひきこもり・ニート（当事者・家族含む）の相談支援

## 著作
- 死ぬ前に読め! 新宿歌舞伎町で10000人を救った生きるための知恵 新宿駆け込み寺での2000日（ぶんか社）
- 泣いてもええねんすべてはそれからや 玄さんの歌舞伎町駆けこみ寺（KKロングセラーズ）
- しあわせ駆けこみ寺 心がふわりと軽くなる88の言葉（KKベストセラーズ）
- 玄理玄則 今日を生きるための言葉、明日に生かす言葉（ゴマブックス）
- 一日一生 新宿歌舞伎町駆けこみ寺（角川春樹事務所）
- 新宿歌舞伎町駆けこみ寺 解決できへんもんはない（四六判）（角川春樹事務所）
  - 新宿歌舞伎町駆けこみ寺 解決できへんもんはない（文庫版）（角川春樹事務所）
- ヒト・モノ・カネ 男（ワル）の処世術 世の中の裏と表を知り尽くした男が指南!（大和出版）
- あなたにYell（KKロングセラーズ）
- 生きろ 地獄から這い上がるための教科書（メディアファクトリー）
- 玄秀盛 金を斬る! 新宿歌舞伎町駆けこみ寺出張相談所（マイクロマガジン社）
- 愛と命と魂と 生きてこそすべて 歌舞伎町駆け込み寺（KKロングセラーズ）
- エリート×アウトロー 世直し対談（集英社）
- 悩み方、違ってます！ 2万人以上を崖っぷちから救った型破りな言葉（幻冬舎）
- 何があっても生きる 孤立・貧困・自死の連鎖を断つ（佼成出版社）
- 崖っぷちからの大逆転（清流出版）
- ありのままの自分で生きる法則（KKロングセラーズ）

## 漫画監修
- 無敵道（楠本哲）：ヤングキング（少年画報社）全9巻
  - REIJI~無敵道新章（楠本哲）：ヤングキング（少年画報社）全4巻
  - 交渉人 堂本零時（楠本哲）：月刊ヤングキング（少年画報社）全8巻
- 恨まれ屋（楠本哲）：ヤングキング（少年画報社）全8巻
- 実録・歌舞伎町 裏解決師〜新宿救護センター 玄秀盛物語〜（岩田和久、松田康志）：（大洋図書）全1巻

## 映像化作品
玄秀盛を主人公にした映像化作品としては以下がある。
テレビ
- 金曜エンタテイメント『こちら新宿駆けこみ寺〜泣き笑い玄さん奮闘記〜』（2006年6月30日 21:00〜22:52 フジテレビ）
主演：高橋克実（役名：玄秀哉）
- ドラマスペシャル『愛・命 〜新宿歌舞伎町駆け込み寺〜』（2011年12月17日 21:00〜23:21 テレビ朝日）
主演：渡辺謙（役名：平山秀盛）

Vシネマ
- 実録・無敵道（2008年発売、原案・監修・ナレーション：玄秀盛）全2作
主演：小沢仁志（役名：高山幻）

## ドキュメンタリー
- ミッドナイト ドキュメンタリー『信じる男 信じられた男〜新宿歌舞伎町・駆け込み寺〜』（2019年05月13日 NHK）